# 210 (число)
210 (Дві́сті де́сять) — натуральне число між 209 та 211.
- 210 день в році — 29 липня (у високосний рік 28 липня).

## У математиці
- Добуток перших чотирьох простих чисел.
- 20-те трикутне число.
- 210 — п'ятикутне число.

## В інших галузях
- 210  рік
- 210 до н. е.
- В Юнікоді 00D216 — код для символу «O» (Latin Capital Letter O With Grave).
- NGC 210 — спіральна галактика з перемичкою (SBb) в сузір'ї Кит.
- ТК-210 — підводний човен класу ТРПКСН проекту 941 «Акула».також мерседес у 210 кузові е210